# 신학회 학회지

한국복음주의조직신학회 신학회 학회지, 조직신학연구 창간호

신학회 학회지는 신학회 가운데 논문발표와 논문투고를 통하여 학문적 연구를 출판하는 학회지이다. 대부분의 신학회의 학회지는 엄격한 심사규정에 따라 통과된 논문들을 발행하고 있다. 한국연구재단(학술진흥재단)에 등재되거나 후보지 혹은 전국적인 전문학회지들이다.
대표적인 신학회 학회지는 기독교신학논총, 성경과신학, 조직신학연구(한국복음주의조직신학회), 조직신학논총, 역사신학논총, 교회와 문화 등이다.
신학회가 아닌 신학대학이나 신학대학원에서 발행한 신학 학술지는 장신논단(장로교신학대), 신학정론(합동신학대학원대학교), 피어선 저널(평택대학교) 등이다.

## 같이 보기
- 신학회
- 학회지
- 학술지
- 저널
- 세계칼빈학회
- 세계개혁신학회
- 성서학회(SBL)
- 세계구약학회(SOTS)
- 세계신약학회(SNTS)
- 신학교
- 신학자 (기독교)